# Trichinopus flavipennis
Trichinopus flavipennis is een keversoort uit de familie bladsprietkevers (Scarabaeidae). De wetenschappelijke naam van de soort werd in 1874 gepubliceerd door Charles Owen Waterhouse.